# GCCR
GCCR（正式名称: Global Consortium for Chemosensory Research、日本語訳: 化学感覚研究のための国際コンソーシアム）は、新型コロナウイルス感染症 (COVID-19) の世界的流行を受けて設立された。オープンサイエンスの枠組みの元、有志の科学者、医師、医療関係者が新型コロナウイルスと味覚・嗅覚の関連を明らかにするための研究活動を行っている。52か国424人が参画している（2020年4月29日現在）。

## 活動
- 味覚・嗅覚の研究における国際協力の促進
- 味覚・嗅覚の研究活動
- 新型コロナウイルスと味覚・嗅覚の関連についての情報発信[2][3]。
- 呼吸器系疾患と味覚・嗅覚症状についてのアンケート調査[4]。

## 主な関連機構
- ペンシルベニア州立大学食品科学部
- AChemS
- ECRO
- ワイツマン嗅覚グループ　嗅覚トラッカー